# 春阳镇
春阳镇，是中华人民共和国吉林省延边朝鲜族自治州汪清县下辖的一个乡镇级行政单位。

## 行政区划
春阳镇下辖以下地区：
中社区、春阳村、春光村、上屯村、幸福村、阳光村、东升村、石头村、新安村、中屯村、红云村、南沟村、大兴村、老庙村、中大川村、石城村、五家子村、骆驼山村、下大川村和金矿村。